# Гиары
Гиары (Euryzygomatomys) — род грызунов из семейства щетинистых крыс, обитающий в Южной Америке. Он включает два вида, встречающихся в Аргентине, Бразилии и Парагвае.

## Виды
- Euryzygomatomys guiara
- Гиара (Euryzygomatomys spinosus)[3]